# Szent Eufémia

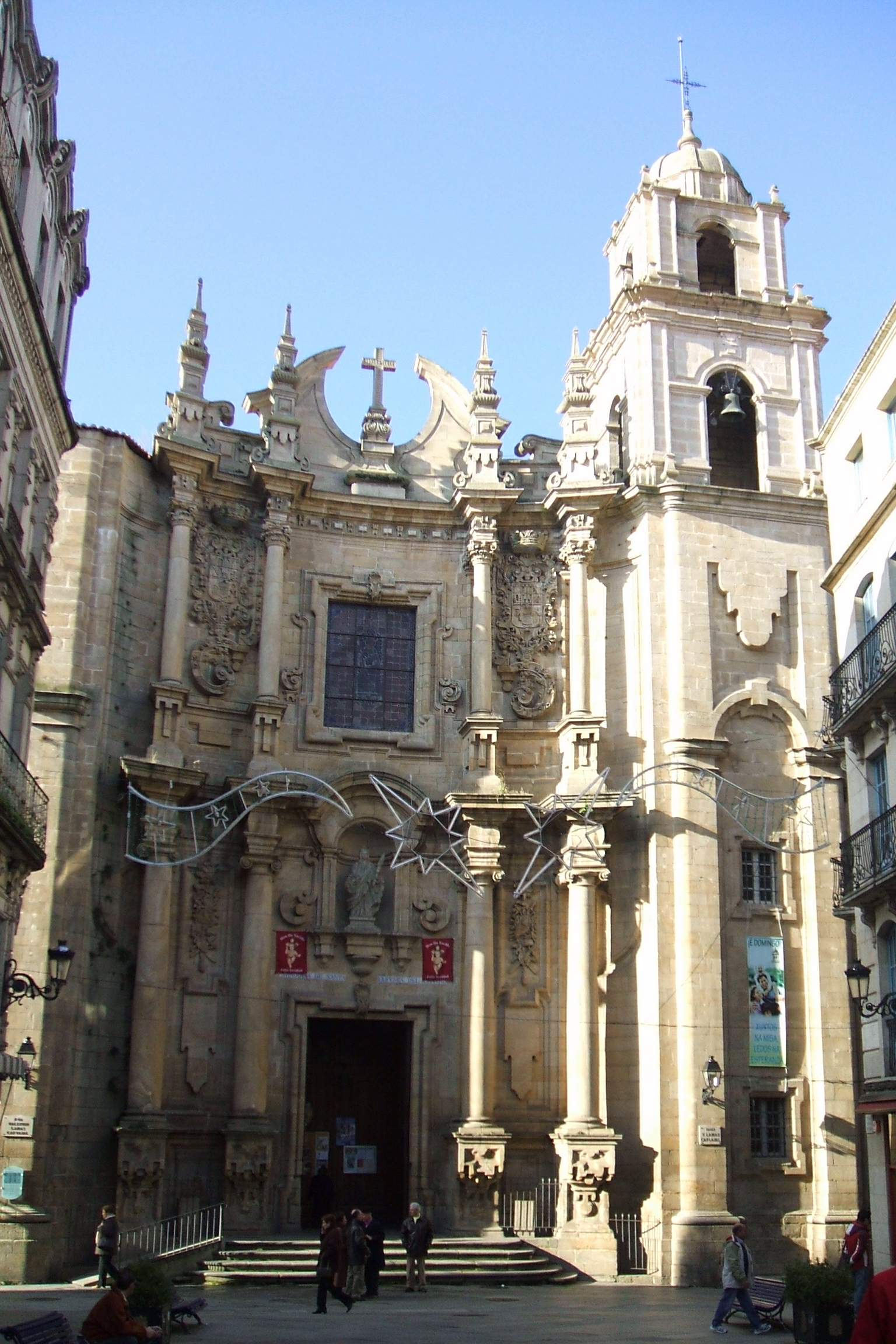
Szent Eufémia temploma a galiciai Ourensében

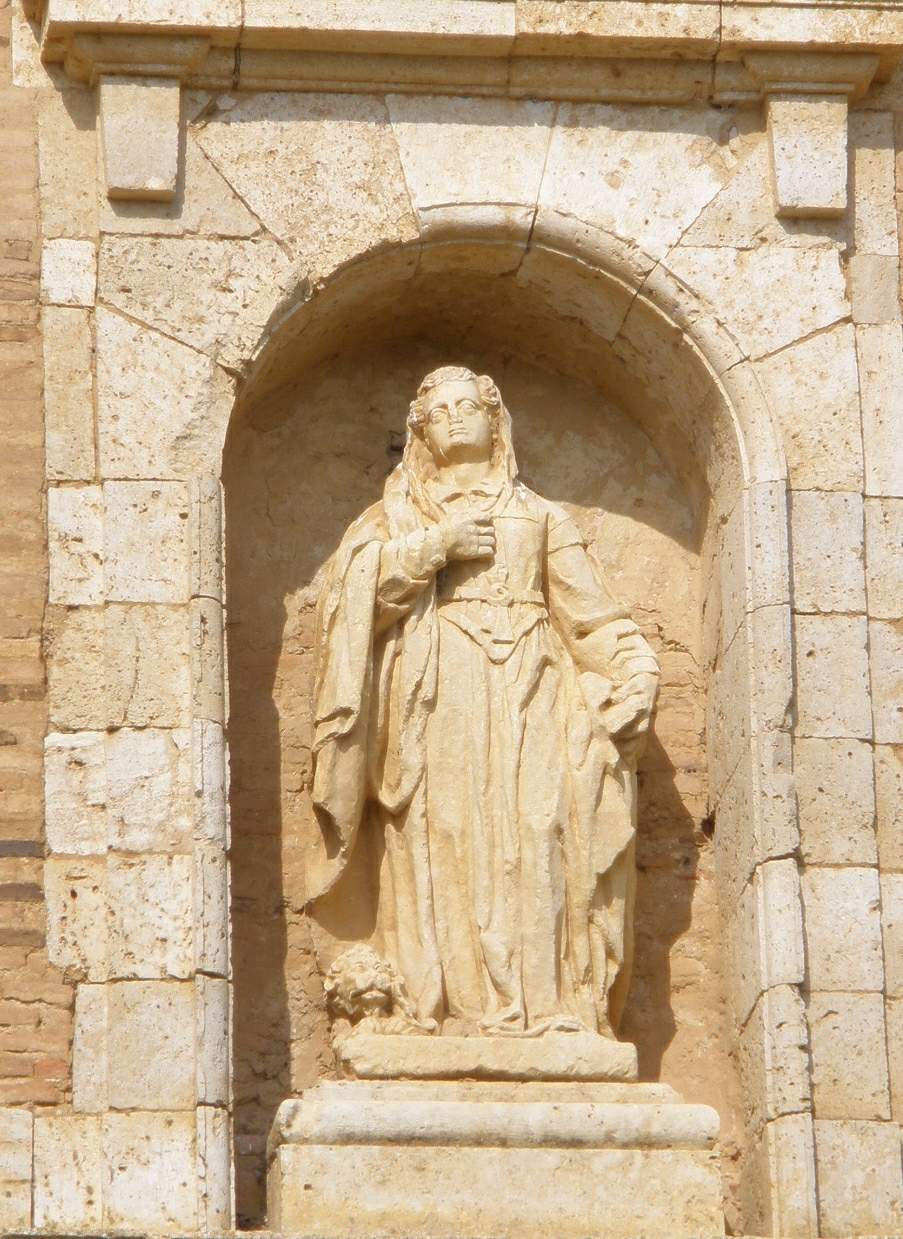
Szent Eufémia szobra Autillo de Campos róla elnevezett templomában

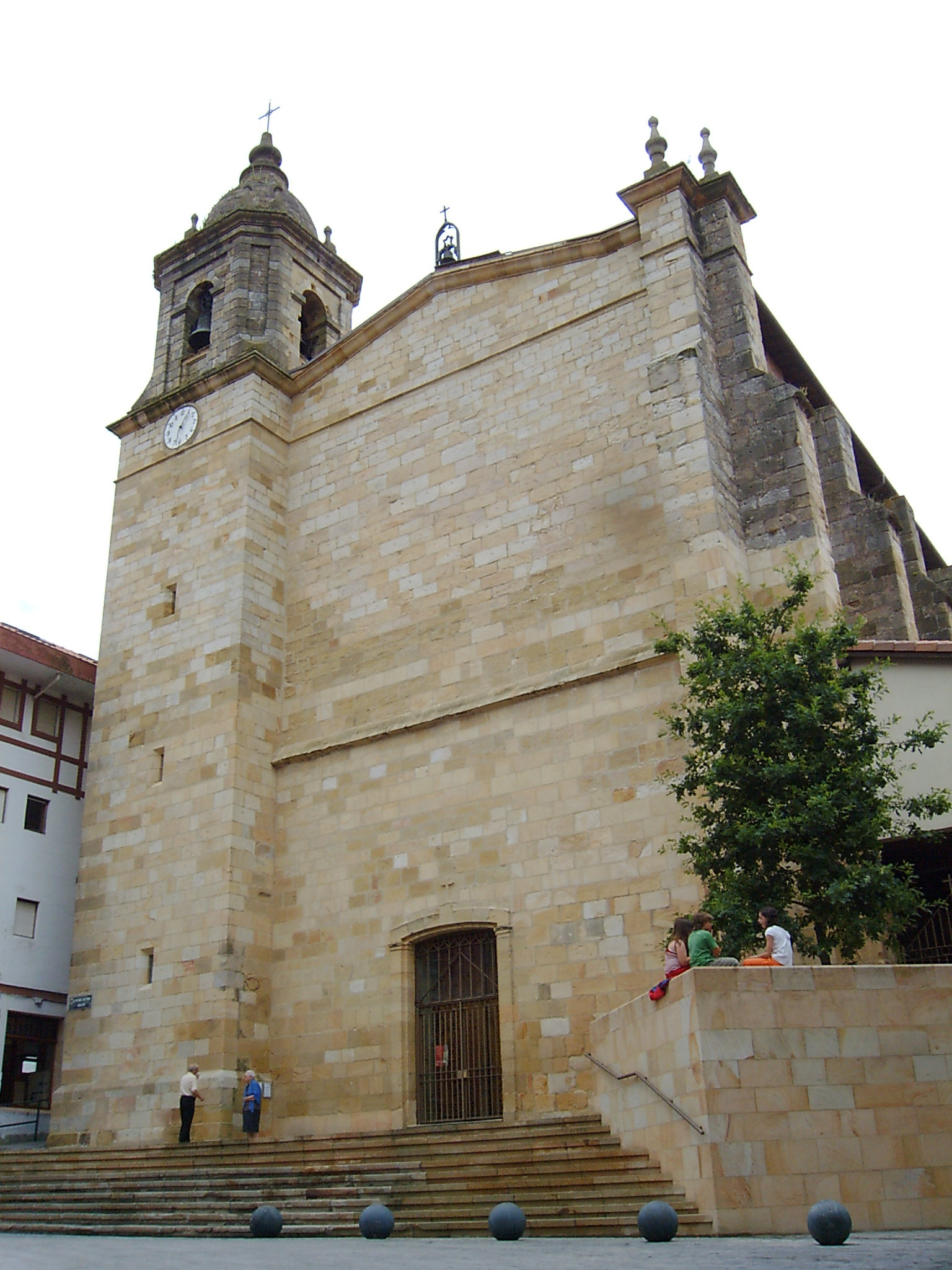
Szent Eufémia temploma az Észak-Spanyolországi Bermeóban

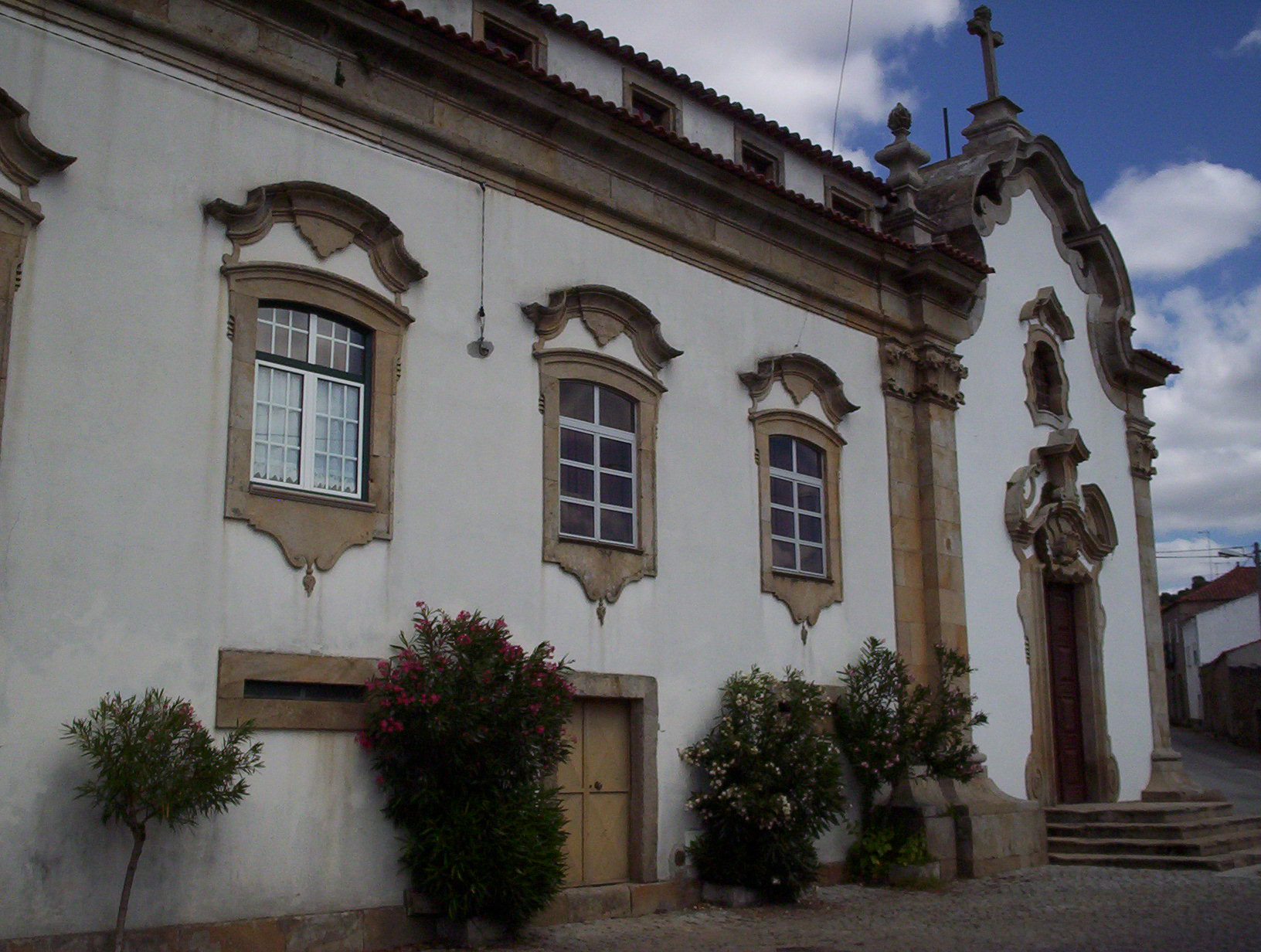
Szent Eufémia temploma a portugáliai Pinhelben

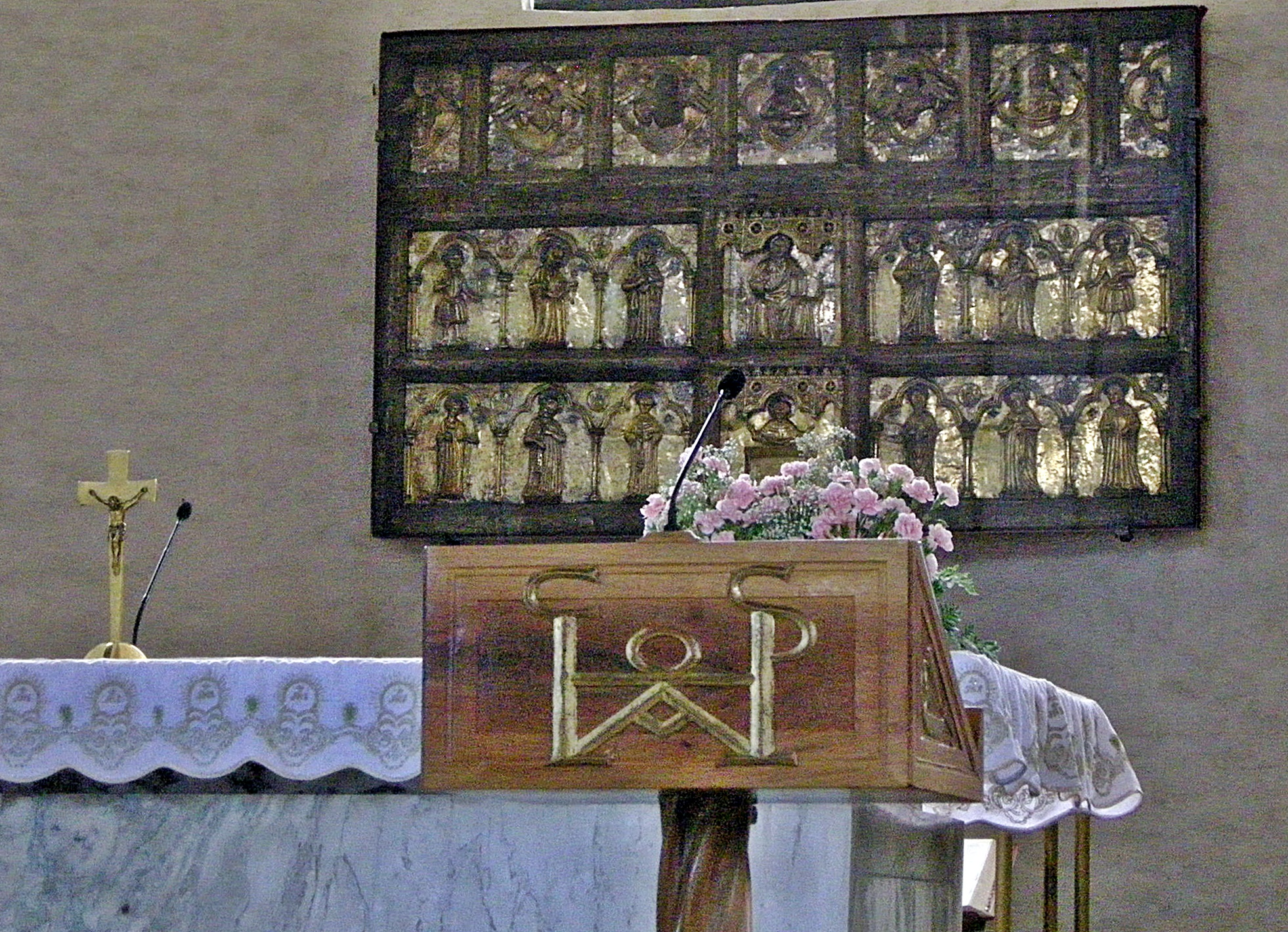
Szent Eufémia története Gradóban, a nagyvértanúnőről elnevezett székesegyházban

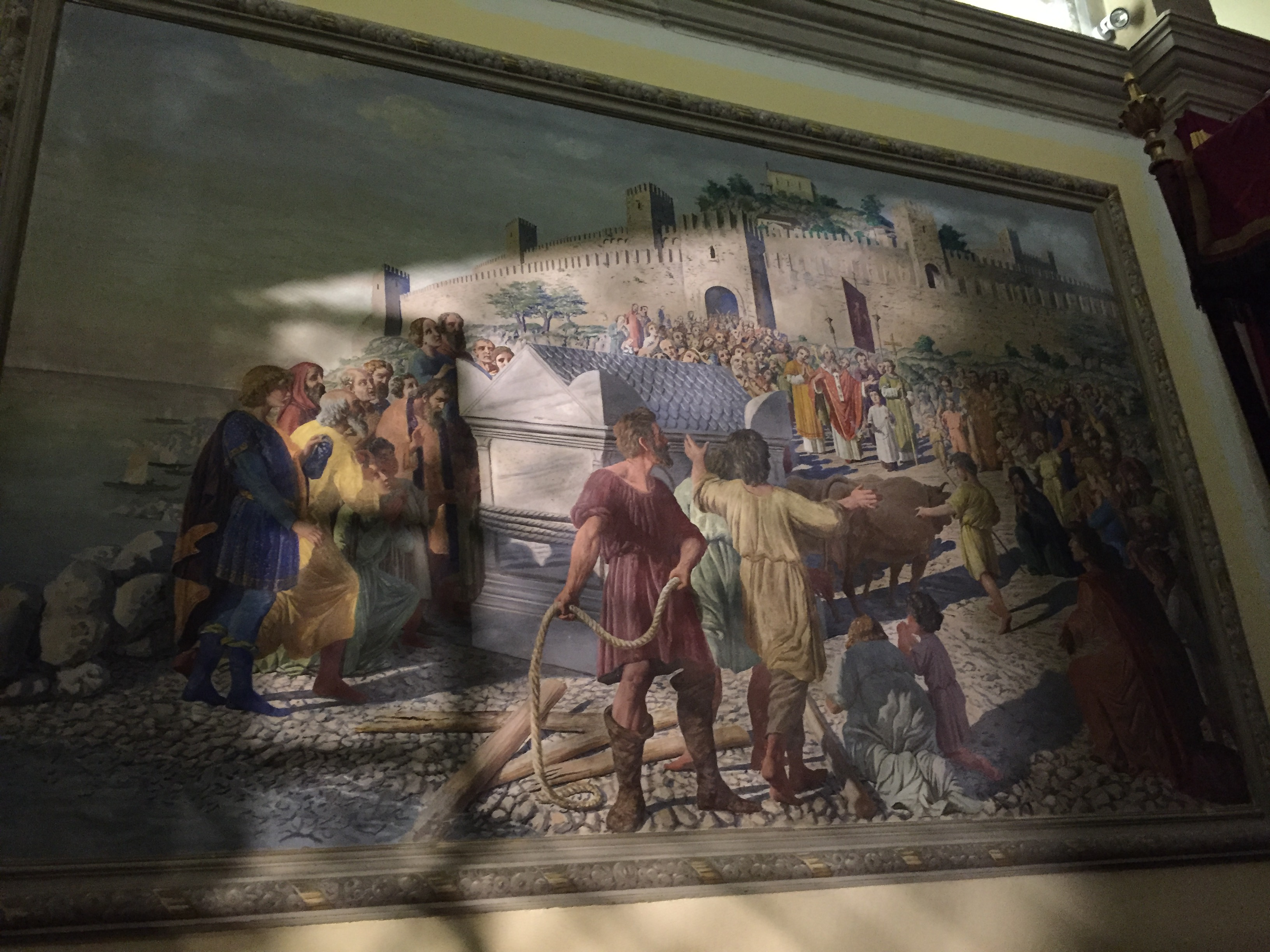
Szent Eufémia Templom, Rovinj- falfestmény

Szent Eufémia (289 – 303) nagyvértanúnő. Egyes források szerint apja egy bizonyos „Filotron szenátor” (Filotronius?) volt, anyja pedig Theodosia. Keresztény hitben nevelkedett a Boszporusz partján fekvő Khalkédónban.

## Legendája
303-ban, Diocletianus császár nagy keresztényüldözésének első évében a képviseletében eljáró Priscus (egyes források szerint Asia provincia proconsulja, mások szerint Khalkédón kormányzója) elrendelte, hogy Mars ünnepére a vidék minden lakója halálbüntetés terhe mellett jelenjen meg Khalkédónban, és áldozzon az istenségnek. Az erre nem hajlandó keresztények elbujdostak a városból, elrejtőztek a házakban és a pusztában. Eufémiát és negyvennyolc társát megtalálták, és az elöljáró elé hurcolták. Priscus eleinte meggyőzéssel próbálkozott, de a keresztények szilárdan ragaszkodtak hitükhöz. A császár ítélőszéke elé küldött vádlottakat tizenkilenc-húsz napon át kínozták – eredmény nélkül. Mivel Eufémia volt az, aki a többieket leginkább lelkesítette, a legpontosabbnak tűnő változat szerint egy kerékhez kötözték, és a rögzített, éles kések fölött forgatott kereket egyre lejjebb engedték. Eufémia Istent hívta segítségül, és hamarosan felgyógyult sebeiből (leszálló angyalok begyógyították sebeit). Ezután egy nagy kemence lángjaiba dobták, de az Úr angyala segítségére sietett, és megvédte a tűztől. E csoda láttán két hóhéra – Szoszthénosz és Viktor –  keresztény hitre tért, és néhány nappal később vértanúhalált halt a vadállatok előtt. Eufémiát tovább kínozták (földdel és fűvel betakart, hegyes késekkel, vágóeszközökkel ellátott gödörbe vetették, de onnan is sértetlenül kelt ki), végül őt is a vadállatok elé vetették. E ponttól a legenda több változatban él.

### Változatok
1. Eufémiát egy medve tépte szét. Szülei összeszedték és a város közelében temették el maradványait (Szynaxarion).
2. Eufémiát kiéhezett oroszlánok elé vetették. Az oroszlánok azonban ahelyett, hogy szétmarcangolták és felfalták volna, békésen körülvették, és kezét-lábát nyalogatták. Végül kerékbe törték (Batár, 2007).
3. Eufémiát kiéhezett oroszlánok elé vetették. Az oroszlánok azonban ahelyett, hogy szétmarcangolták és felfalták volna, békésen körülvették, és kezét-lábát nyalogatták. Végül az Úr megelégelte Eufémia szenvedéseit, és 304. szeptember 16-án „magához vette az ifjú lelkét”. Halála után Khalkédónt pusztító földrengés rázta meg (Wikimapia).
4. Eufémiát az oroszlánok megölték, de csodák csodájára testén semmiféle sérülés nem volt látható (Szarka, 1998).

## Tisztelete, emlékezete
Miután a kereszténység lett a római birodalom államvallása, a szentté avatott Eufémia sírja fölé székesegyházat emeltek Khalkédónban, és oda vitték át a szent szarkofágját (amit egyes források szerint aranykoporsóra cseréltek). A szent emléknapján az ereklyéből mennyei illatot árasztó vér fakadt. A khalkédóni zsinaton nagy hitvita alakult ki. A monofiziták szerint a Krisztus egyetlen személy, akiben az isteni és az emberi jelleg egyetlen, egyesült formában van jelen. Az ortodoxok úgy vélték, hogy Krisztusban külön van az emberi és az isteni jelleg, vagyis létezik külön emberi és külön isteni természete. A vita eldöntését a szentre bízták úgy, hogy mindkét véleményt egy-egy tekercsre írták, azokat a koporsóba helyezték, majd három napig böjtöltek és imádkoztak. 451. július 11-én a sír megnyílt, Eufémia jobb kezében az ortodox válasz volt, az eretnek tanításokat pedig kivetette a koporsójából.
Miután I. Huszrau szászánida király elfoglalta Khalkédónt, az ereklyéket 616-ban a Konstantinápolyban szent Eufémiának szentelt templomba vitték át. E ponttól a legenda több változatban él:

### Változatok
1. A szent földi maradványait ma is Isztambulban őrzik, a város Phanar negyedében álló Szent György-székesegyházban (Szynaxarion).
2. Eiréné császárnő halála után kincstárnoka, Niképhorosz került Bizánc trónjára. Az új császár rendeletben tiltotta meg a bálványimádást, és ezért a hívek jobbnak látták a szarkofágot biztonságosabb helyre menekíteni. A viharos éjszakában azonban a legenda szerint a szarkofág eltűnt, és csodálatos módon Rovinj partjainál jelent meg. A szarkofág eltűnését több forrás is 800. július 13-ának éjjelére teszi, ez azonban nem vethető egybe Niképhorosz uralkodásának idejével.
A helybéliek ökrökkel és lovakkal sem tudták a partra kivontatni, de egy szegény, bölcs öregasszony elmagyarázta nekik, ehhez nem az állatok ereje és az emberek tudása kell, hanem az őszinte, elkötelezett hit. Egy halászfiúnak álmában megjelent a szent, és felfedte neki, hogy az ő maradványait rejti a koporsó. A fiú lement a partra, és mindössze két kis ökörrel gond nélkül kivontatta a szarkofágot a partra, majd fel a hegyre az akkori Szent György-templomhoz. A polgárok elámultak ezen a nagy csodán, és Szent Eufémiát fogadták védőszentjükké. A környező települések lakói is sorra zarándokoltak el koporsójához.
Mivel Eufémia Rovinj védőszentje, a régi templom helyén emelt püspöki székesegyházat is neki szentelték. Szeptember 16-án, a szent mártírhalálának napján hívők tízezrei keresik fel a templomot fohászaikkal. A tisztelet jeleként a környéken sok lány kapja a szent nevéből eredeztetett Eufemie, Fumie, Fumice keresztneveket (Szarka, 1998, Batár, 2007, Wikimapia).

## Források

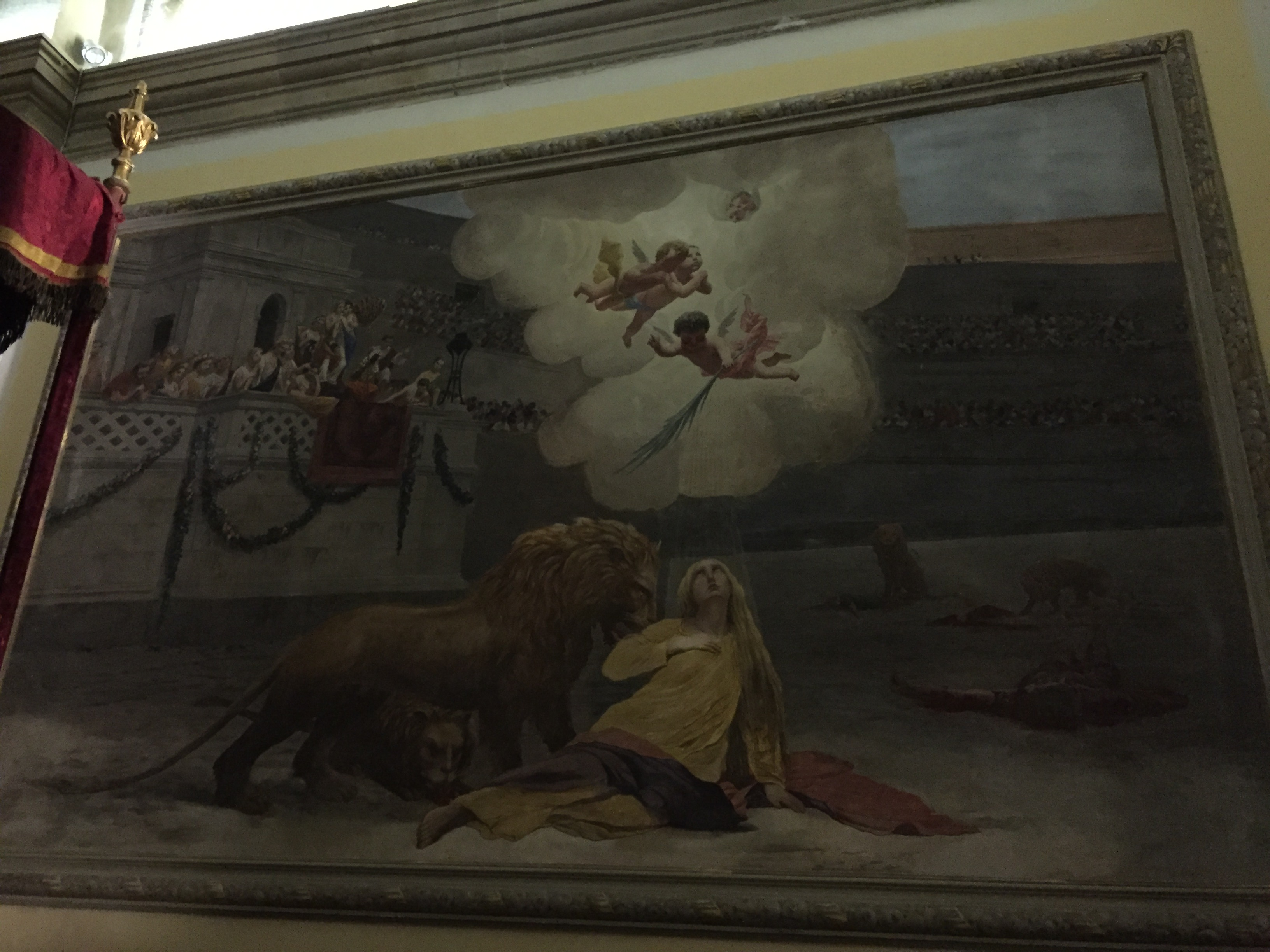
Szent Eufémia Templom, Rovinj- falfestmény

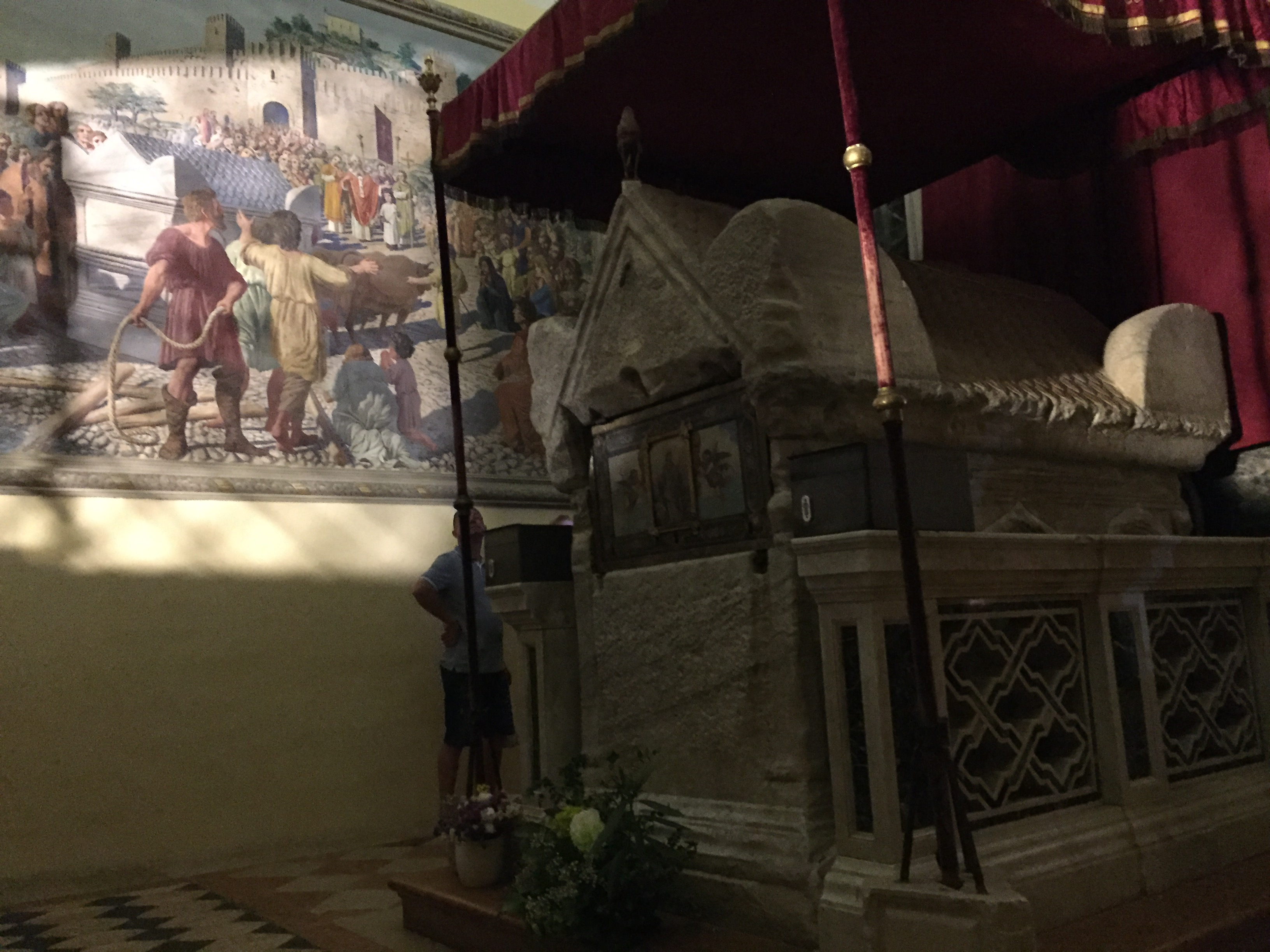
Szent Eufémia szarkofágja- Rovinj, Szent Eufémia Templom